# Петроаса Маре (Тимиш)
Петроаса Маре (рум. Petroasa Mare) насеље је у Румунији у округу Тимиш у општини Виктор Влад Деламарина. Oпштина се налази на надморској висини од 171 m.

## Историја
По "Румунској енциклопедији" место су основали 1785. године немачки колонисти. Насеље је понело име "Моргенстерн". Место је неколико пута затим мењало назив, да би се данашњи усталио 1968. године.

## Становништво
Према подацима из 2002. године у насељу је живело 888 становника.

### Попис2002.
| Расподела становништва по националности 2002.‍ | Расподела становништва по националности 2002.‍ | Расподела становништва по националности 2002.‍ | Расподела становништва по националности 2002.‍ | Расподела становништва по националности 2002.‍ |
| --------------------------------------------- | --------------------------------------------- | --------------------------------------------- | --------------------------------------------- | --------------------------------------------- |
|                                               |                                               |                                               |                                               |                                               |
| Румуни                                        | Румуни                                        |                                               | 353                                           | 39,9%                                         |
| Мађари                                        | Мађари                                        |                                               | 7                                             | 0,8%                                          |
| Роми                                          | Роми                                          |                                               | 41                                            | 4,6%                                          |
| Украјинци                                     | Украјинци                                     |                                               | 406                                           | 45,9%                                         |
| Немци                                         | Немци                                         |                                               | 77                                            | 8,7%                                          |